# К-66
К-66 — советская атомная подводная лодка проекта 659, построенная в 1959—1961 годах. Входила в состав Тихоокеанского флота. В 1972 году переоборудована по проекту 659Т, исключена из состава флота в 1986 году. Рубка К-66 установлена в качестве памятника на территории ДВЗ «Звезда».

## История строительства
26 марта 1960 года на заводе № 199 в Комсомольске-на-Амуре произошла закладка атомной подводной лодки с заводским номером 142. Формирование экипажа велось на базе 10-й дивизии (будущей 15-й эскадры) подводных лодок и было окончено 25 мая 1960 года. 30 июля 1961 года лодка была выведена из строительного дока и спущена на воду. С середины августа по 17 декабря 1961 года К-66 проходила заводские швартовные испытания. 17-18 декабря прошла заводские ходовые испытания, 28 декабря 1961 года, после завершения государственных испытаний, К-66 под командованием В. Г. Туманова вступила в строй.

## История службы

Силуэт АПЛ проекта 659Т

До 1964 года К-66 входила в состав 26-й дивизии подводных лодок, базировалась на бухту Павловского (Тихоокеанский), затем передана 45-й ДиПЛ, с января 1964 по июль 1965 года прошла ремонт на ДВЗ «Звезда». 6 мая 1966 года на находящейся в базе К-66 во время зарядки аккумуляторных батарей произошёл пожар в шестом (турбинном) отсеке, ликвидированный при участии служебного судна ПУС-4. В результате пожара вышли из строя пульты управления реакторами, силовые кабельные трассы, ряд вспомогательных механизмов.
До 1970 года К-66 совершила три боевые службы, суммарно 146 суток, участвовала в учениях «Океан-70». В 1970—1972 годах переоборудована в торпедную АПЛ по проекту 659Т, в 1973 году после завершения испытаний возвращена в строй, передана 26-й ДиПЛ. В 1975 году выполнила боевую службу, 30 августа во время этого похода на находящейся в Филиппинском море К-66 возник пожар — горело растительное масло в камбузе. По вентиляционным трубам пожар распространился в трюм отсека, был потушен при помощи системы ЛОХ, по воспоминаниям находившегося на борту командира К-151 И. Галутвы К-66 была вынуждена всплыть, борьба за живучесть корабля продолжалась 18 часов, затем лодка продолжила выполнение поставленных задач. В 1977—1979 годах выполнила ещё две боевые службы.
В 1981 году на К-66 возникла течь в корпусе реактора правого борта, в связи с чем лодка была выведена в резерв. 12 октября 1986 года К-66 была окончательно исключена из состава флота, поставлена на прикол в бухте Павловского. Всего за годы службы К-66 прошла 143 037 миль. С 1993 года находилась в отстое в бухте Чажма. В 2004 году выгружено ядерное топливо, в 2005 году утилизирована на ДВЗ «Звезда», рубка установлена как памятник на территории завода.
Трёхотсечный реакторный блок хранился на плаву в бухте Разбойник, впоследствии разделан до одноотсечного блока и установлен на суше в пункте долговременного хранения реакторных отсеков «Устричный».

## Командиры
- 1961—1962: Виктор Григорьевич Туманов — впоследствии заместитель командира 10-й ДиПЛ, командир 45-й ДиПЛ;
- 1962—1969: ?. ?. Войтенко;
- 1969—1970: Б. М. Мальков;
- 1970—1974: М. А. Мациевский;
- 1974—1976: В. К. Яковлев;
- 1976—1980: Г. М. Сизов;
- 1984—1986: Б. В. Большаков.